# Spilosoma mashuensis
Spilosoma mashuensis är en fjärilsart som beskrevs av Matsumura 1930. Spilosoma mashuensis ingår i släktet Spilosoma och familjen björnspinnare. Inga underarter finns listade i Catalogue of Life.